# Ciudad Ojeda
Ciudad Ojeda ist die drittgrößte Stadt des venezolanischen Bundesstaates Zulias. Sie ist Verwaltungssitz der Gemeinde Lagunillas.

## Namensgebung
Die Stadt wurde nach dem spanischen Seefahrer Alonso de Ojeda, dem ersten Europäer am Maracaibo-See, benannt.

## Söhne und Töchter der Stadt
- Denyse Floreano, Miss Venezuela 1994